# 사서집주

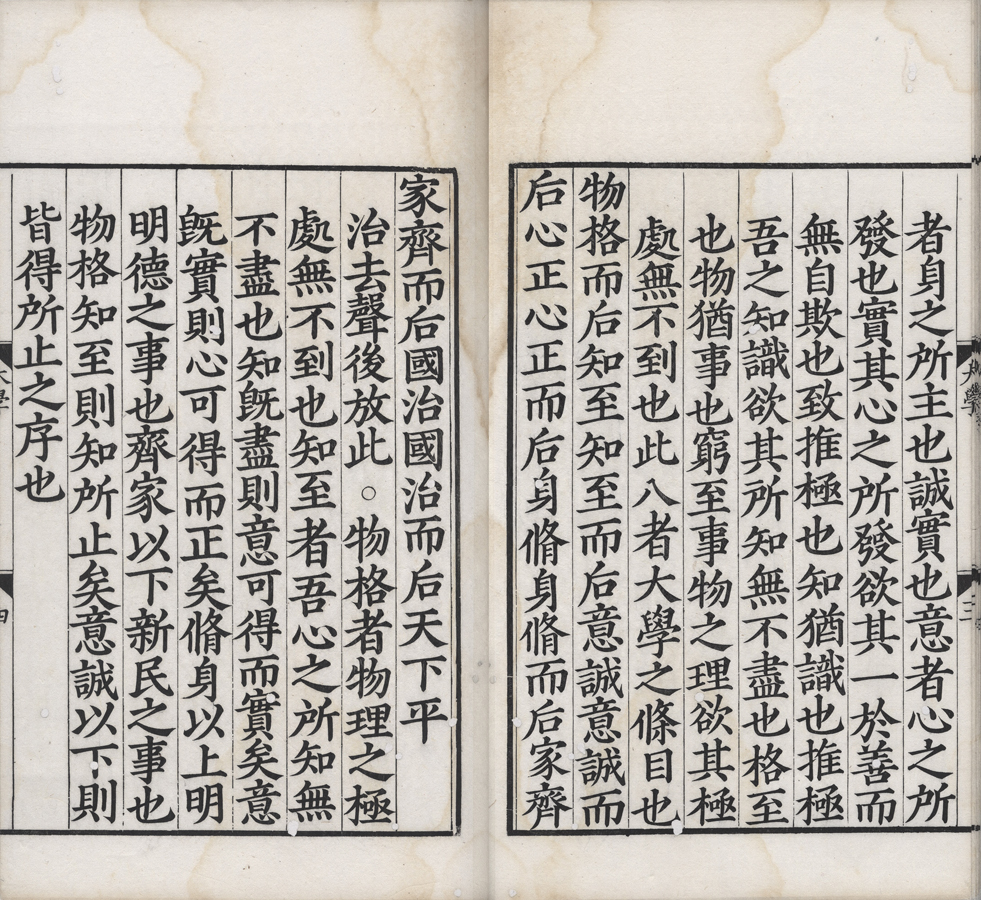

《사서집주(四書集註)》는 주희(朱憙)의 저작으로, 사서(四書)라 함은 《대학(大學)》 《중용(中庸)》 《논어(論語)》 《맹자(孟子)》를 이른다. 《대학(大學)》과 《중용(中庸)》은 본래 《예기(禮記)》 중의 2편이었다. 그것이 독립된 것은 북송의 사마광(司馬光)이 《대학광의(大學廣義)》를 저술하는 한편, 당시(仁宗 때) 과거의 합격자에 급여한 것으로부터 시작하였다. 다시 정이천(程伊川)은 이상의 넷을 사서(四書)로서 취하여 중요시했고 북송의 사상가 중에서 이 책을 취하여 비판이나 해석을 한 사람이 있었기 때문이다.
그러나 4서를 특히 학문의 기본적 방향이나 내용을 제시하는 것이라고 한다든가, 옛 성인(聖人)의 유교(遺敎)가 담겨 있는 것이라고 하여, 상호 관련성을 갖게 하여 주석을 한 것은 주자였다. 북송 이래의 사상가는 주자를 포함하여 결코 4서만이 전통적 유교사상의 계승에 전담 역할을 하는 것이라고 하지 않은 것은 두말할 것도 없다. 그러나 시대는 벌써 난해한 고전(古典)을 일부 특권적 학자가 속세를 벗어난 서재에서 조작(操作)할 때가 아니었다. 송대에 개방된 문화의 일련의 서민화 경향은 독서인의 광범한 확장을 가져 왔고, 또한 교육의 보급도 이루어져서 4서(四書)의 중요성을 지향했던 것이다. 《논어》 《맹자》에 대해서는 제가(諸家)의 주(註)를 취사(取捨)하면서 주해를 붙였고, 《대학》 《중용》은 특히 장구(章句)로 나누어서 주석을 붙였다. 그 전체적 경향은 말할 것도 없이 그가 도달한 학문에 바탕을 둔 이론적 해석이어서 청조의 고증학자(考證學者)에 의한 사실 인정(事實認定)의 오류의 지적도 이러한 곳으로부터 오고 있다. 《사서집주(四書集註)》는 송 이후의 중국인·한국인·일본인에게 가장 많이 읽혀진 고전에 속한다.

## 참고 문헌
- 이 문서에는 다음커뮤니케이션(현 카카오)에서 GFDL 또는 CC-SA 라이선스로 배포한 글로벌 세계대백과사전의 내용을 기초로 작성된 글이 포함되어 있습니다.